# 박재현 (1963년)
박재현(朴宰賢, 1963년 7월 20일 ~ , 경상남도 밀양시)은 대한민국 제6·7대 서울특별시 송파구의회의원이다.

## 학력
- 1970 ~ 1976 가야국민학교 졸업
- 1976 ~ 1979 주례중학교 졸업
- 1979 ~ 1982 부산고등학교 졸업
- 1982 ~ 1988 서울대학교 임산가공학 학사 졸업

## 경력
- 현대종합상사 근무
- 애드모아대표
- 송파구 공직자윤리위원회 부위원장
- 송파구 기업형수퍼마켓 사전조정협의회 위원
- 국민참여당 송파지역 부위원장
- 새정치연합 서울시당 사회적경제특별위원회 위원장
- 새정치민주연합 서울시당 발기인
- 박원순 서울시장 시민참여운동본부 부본부장
- 송파구 초대 학교폭력대책위원회 위원
- 롯데월드타워 조사특별위원회 위원
- 숲과 아이들 대의원
- 노무현재단 평생회원
- 노무현재단 시민광장 회원
- 2010.06 ~ 2014.06 제6대 서울특별시 송파구의회 의원
- 송파구의회 행정보건위원회 부위원장
- ~ 2015.12 새정치민주연합
- 2014.07 ~ 2018.06 제7대 서울특별시 송파구의회 의원
- 2015.12 ~ 더불어민주당

## 역대 선거 결과
|  | 13.07% |

|  | 41.86% |